# Mas Claret
El Mas Claret, originalment amb el nom de Mas d'en Toni, és una masia al terme municipal de Ribera d'Ondara (Segarra) inclosa a l'Inventari del Patrimoni Arquitectònic de Catalunya.

## Història
El Mas Claret originalment havia estat una gran explotació agropecuària. El 1918 va ser comprat com a casa de descans pels pares Claretians. Durant la Guerra Civil Espanyola els pares que hi vivien van ser afusellats. Posteriorment la masia es va vendre, però els pares Claretians es van quedar una de la propietat, que correspon a la zona del torrent amb una zona arbrada i un cobert que s'ha transformat en capella del Pare Claret.
Des del 1943 els claretians hi celebren l'Aplec Martirial cada tercer diumenge de setembre. Després de la beatificació dels 109 missioners claretians màrtirs, 17 dels quals van morir afusellats a la casa, l'aplec va incorporar una pregària davant del cobert del Mas Claret.

## Descripció
Antiga masia molt reformada, que és fruit d'un continuat procés d'ampliacions i reestructuracions on la part més primitiva és un edifici de planta rectangular amb coberta a doble vessant i que presenta un parament arrebossat i emblanquinat. En segon moment constructiu ampliaria aquest primer edifici per la seva part dreta, annexionant d'altres dependències vinculades a la residència dels pares Claretians fent ús de les seves estances com a casa de salut. El primitiu edifici s'utilitzaria com espai de convivència pels residents, amb la cuina, menjador i capella; i es construirà un edifici residencial de planta amb forma de U, oberta al camí d'accés, i estructurada a partir tres pisos, planta baixa, primer i segon pis amb finestres que donen dins de les habitacions dels residents, similar a un col·legi major. Aquesta segona construcció presenta un parament arrebossat i emblanquinat amb una decoració realitzada a partir de cantells de maó, a les arestes de les parets, als marcs de les finestres, a l'estructura d'una cornisa que separa la planta baixa del primer pis. La seva teulada presenta un ràfec de teula àrab sustentada amb mènsules treballades amb fusta, que ressegueix tot el seu perímetre extern. Presenta, també, un sòcol realitzar amb pedra. Finalment, cal constatar la incorporació de granges i coberts que acabarien de configurar l'aspecte actual del mas, que s'accedeix mitjançant un gran portal allindat on hi ha pintat amb lletres molt grans "MAS CLARET" i sota "MAS DENTONI", a la llinda exterior.